# Gustav Arnold (Komponist)
Gustav Arnold (* 1. September 1831 in Altdorf; † 28. September 1900 in Luzern) war ein Schweizer Komponist, Kirchenmusiker, Chorleiter und Luzerner Musikdirektor. Die Stadt Luzern erhielt durch Arnold wegweisende Impulse und einen professionellen Orchesterbetrieb.

## Leben und Werk
Gustav Arnold wuchs als neuntes von zwölf Kindern des Landschreibers und Kanzleidirektors Josef Anton (1795–1839) und der Josefa Müller (1797–1860) in Altdorf an der Schmiedgasse 11 auf. Schon als Fünfjähriger erhielt der musikalisch begabte Arnold Klavierunterricht. Ab 1841 erhielt er eine breitere musikalische Ausbildung u. a. in Gesang, Orgelspiel und in der Partitur.
Ab 1844 besuchte er das Gymnasium in Luzern. In der Jesuitenkirche sang er unter dem Chordirektor Johann Molitor im Kirchenchor und spielte bei den Studentengottesdiensten die Orgel. Bei Bernhard Ernst-Nager nahm Arnold Klavier-, Violin- und Cello-Unterricht. In dieser Zeit entstanden Arnolds erste Kompositionsversuche, die selbst Franz Xaver Schnyder von Wartensee lobte.
Nach dem Gymnasium wollte Arnold am Jesuitenkolleg in Freiburg im Üechtland weiter studieren. Der Ausbruch des Sonderbundskriegs im November 1847 verunmöglichte sein Vorhaben, und so entschloss er sich, an der Leopold-Franzens-Universität in Innsbruck zu studieren. Arnold belegte die Fächer Philologie, Religionslehre, Philosophie, Geschichte und Algebra. Beim Kapellmeister des neu erbauten Stadttheaters nahm er Kompositionsunterricht. Wegen politischer Unruhen wurde im April 1848 der Universitätsbetrieb vorübergehend eingestellt, und Arnold kehrte nach Altdorf zurück.
Nach der strapaziösen Rückreise musste Arnold zur Kur nach Glarus in das Bad Stachelberg, wo er Karl von Schmid kennen lernte. Dort entschlossen sie sich, in Leuven weiter zu studieren. Ermutigt durch den Jesuitenpater Roh und den belgischen Chordirigenten, Komponisten und Kapellmeister Xavier Victor Fidele van Elewijck (1825–1888), entschloss sich Arnold, anstelle einer akademischen eine künstlerische Laufbahn einzuschlagen. So bewarb sich der achtzehnjährige Arnold 1849 erfolgreich für den Posten als Organist und Chordirektor in der heutigen Kathedrale von Lancaster, den er im Frühjahr 1850 antrat.
Im November 1851 heiratete er die finanziell unabhängige Sara Agnes Walmsley (1818–1884). Mit ihr hatte er fünf Töchter.
Arnold reiste oft nach Wales und Irland und studierte englische und französische, vorwiegend jedoch musiktheoretische Literatur. Als sein Vorbild als Pianist, Charles Hallé, sich in Manchester niederliess, nahm Arnold bei ihm ab 1854 Klavierunterricht und bei Manuel Patricio Rodríguez García Gesangsstunden. In Manchester hielten sich in jener Zeit viele Musikergrössen auf. Arnold zog mit seiner Familie nach Salford, wo er an der jüngst erbauten Johannes-Kathedrale den Posten des Klaviermusikers und Chorleiters innehatte. Von 1856 bis 1859 war Arnold Organist an der St. Augustine Church in der Granby Row und ab Herbst 1859 Chordirektor bei St. Wilfrid’s in Hulme. In den folgenden Jahren reiste er oft alleine nach Schottland.
Da in Luzern ein Nachfolger für Eduard Mertke (1833–1895), den städtischen Musikdirektor, gesucht wurde und Arnold über Eigenschaften verfügte, die ihn als Mertkes möglichen Nachfolger befähigten, übersiedelte er mit seiner Familie am 30. Juni 1865 nach Luzern, wo sie zu Anfang an der Bruchmattstrasse und später zeitlebens an der Obergrundstrasse 5 wohnte.
Am 5. Oktober 1865 stellte der Stadtrat von Luzern Arnold die Ernennungsurkunde zum Musikdirektor und Musiklehrer der Stadt Luzern aus. Zu Arnolds künstlerischen und pädagogischen kamen auch gesellschaftliche Verpflichtungen hinzu. Der auffälligste Schub professioneller Musikpflege in Verbindung mit Arnolds Antritt erhielt die Stadt Luzern mit der Einrichtung einer Kammermusikreihe und eines 1875 gegründeten professionellen Orchesterbetriebs. Mit dem 15. Eidgenössischen Sängerfest in Luzern von Juli 1873 erlangte Arnold als Komponist breite Beachtung.
Nach 18-jähriger Wirkungszeit verfasste Arnold 1882 ein erstes Kündigungsschreiben an den Luzerner Stadtrat, ihn als Musikdirektor per sofort vom Orchesterdienst und auf das kommende Schuljahresende von allen städtischen Verpflichtungen zu entlassen. Im Dezember 1883 verabschiedeten sich die Choristen des katholischen Kirchenchors (Cäcilienverein, heute Katholischer Kirchenmusikverband des Kantons Luzern, KKVL) von Arnold als langjährigem Leiter des Chors (dessen Präsident er später wurde). An Weihnachten gab Arnold sein Amt als Musikdirektor an Josef Anton Becht weiter. Am 3. März 1884 verstarb Arnolds Frau Sara Agnes.
Arnold schrieb nur für bestimmte Begebenheiten oder im Auftrag: Klavierstücke und Lieder für die Manchester Salons, Chormusik für die Liturgie, Lieder für Chorhefte und Sängerfeste, Kantaten für Festspiele. So hinterliess er als Komponist mit seinen Festspielmusiken, namentlich für Sempach 1886, Schwyz 1891 und Altdorf 1895, den nachhaltigsten Eindruck, die ihm, in Verbindung mit seinem institutionellen Wirken, bis heute einen Eintrag in den einschlägigen deutschen – und englischen – Musiklexika sichern.
Zwei Tage nach Arnolds Hinschied wurde er in den Stiftshallen der Kirche St. Leodegar im Hof beigesetzt, wo noch heute seine Grabtafel zu sehen ist. Die Sondersammlung der Zentral- und Hochschulbibliothek Luzern bewahrt den Nachlass von Gustav Arnold auf, der in den 1980er Jahren über die Erben der Familie Arnold und Schmid an sie gelangt war. Auch das Historische Museum Uri besitzt durch Schenkungen eine umfangreiche Sammlung über Gustav Arnold.